# Telnor

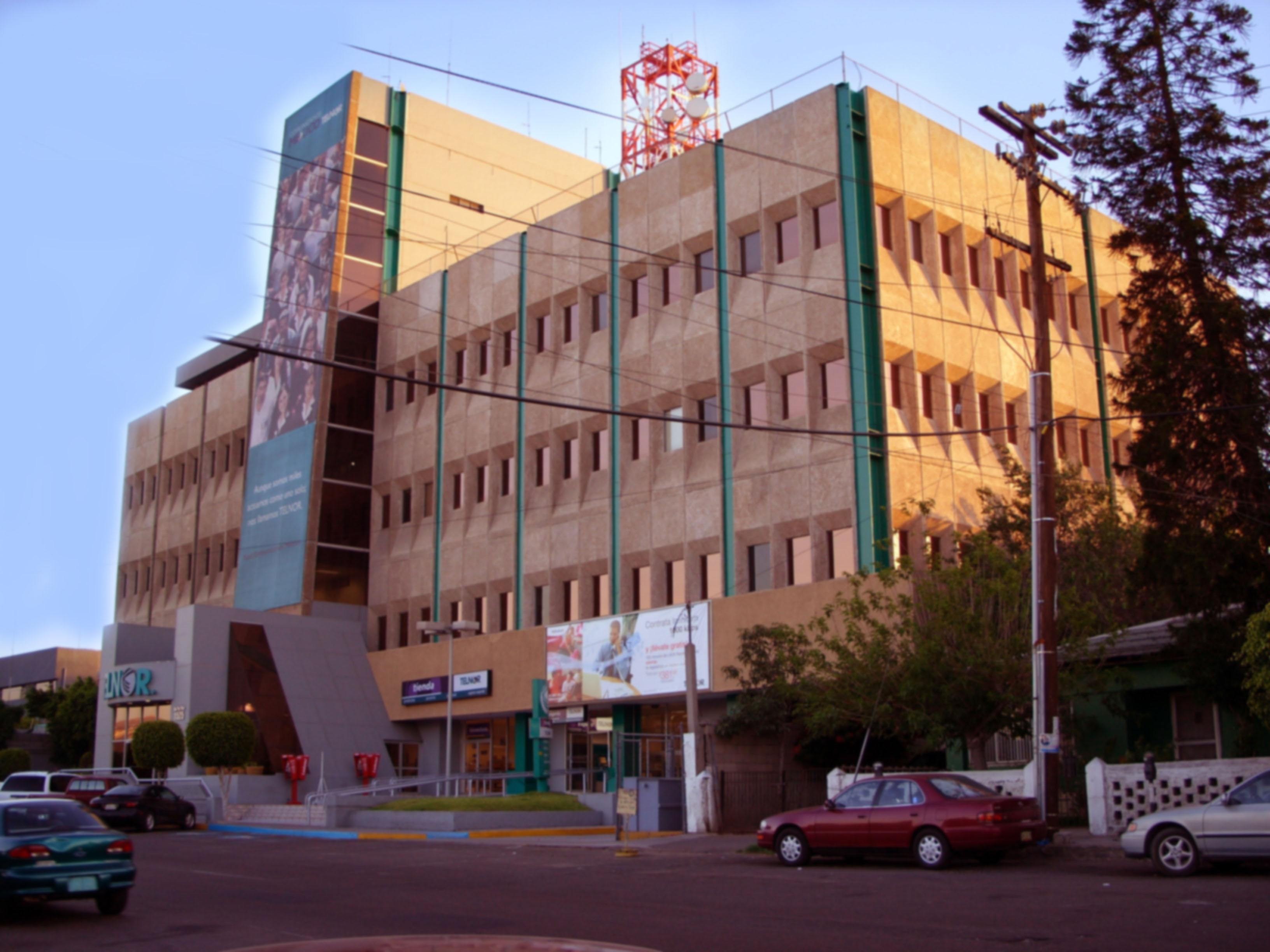
Bâtiment de la société Telnor

Teléfonos del Noroeste, ou Telnor, est une entreprise mexicaine de télécommunications qui fournit des services de téléphonie traditionnelle, ainsi que des accès à Internet et des lignes privées en Basse-Californie et au nord-est de Sonora. Telnor appartient au milliardaire mexicain Carlos Slim Helú.